# أولاد الفقراء (فلم)
أولاد الفقراء هو فيلم درامي مصري تم إنتاجه عام 1942، بطولة يوسف وهبي، أمينة رزق، محمود المليجي وقصة وسيناريو وحوار وإخراج يوسف وهبي.

## فريق العمل
تأليف وإخراج: يوسف وهبي
إنتاج: نحّاس فيلم
بطولة:
- يوسف وهبي
- أمينة رزق
- محمود المليجي
- روحية خالد
- عباس فارس
- عبد المجيد شكري
- فردوس محمد
- فاخر فاخر
- علوية جميل
- منسي فهمي
- عبد القادر المسيري
- محمد شوقي
- زوزو نبيل
- حسن البارودي
- مختار عثمان

## روابط خارجية
- أولاد الفقراء على موقع IMDb (الإنجليزية)
- أولاد الفقراء على موقع الدهليز
- أولاد الفقراء على موقع قاعدة بيانات الأفلام العربية